# Corullón
Corullón ist eine Gemeinde mit 819 Einwohnern (Stand: 2024) im nordwestlichen Zentral-Spanien in der Provinz León in der Autonomen Gemeinschaft Kastilien-León. Die Gemeinde besteht neben dem Hauptort Corullón aus den Ortschaften Cadafresnas, Dragonte, Hornija, Horta, Melezna, Viariz und Villagroy.

## Geografie
Corullón liegt etwa 110 Kilometer westnordwestlich von León in einer Höhe von ca. 525 m. 

## Bevölkerungsentwicklung
| Jahr        | 1900 | 1950 | 1970 | 1981 | 1991 | 2001 | 2011 | 2021 |
| ----------- | ---- | ---- | ---- | ---- | ---- | ---- | ---- | ---- |
| Einwohner   | 3856 | 4448 | 2770 | 2092 | 1530 | 1193 | 1098 | 862  |
| Quelle: INE |      |      |      |      |      |      |      |      |

## Sehenswürdigkeiten
- Burgruine von Corullón
- Stephanskirche von Corullón
- Michaeliskirche von Corullón
- Peterskirche
- Konvent

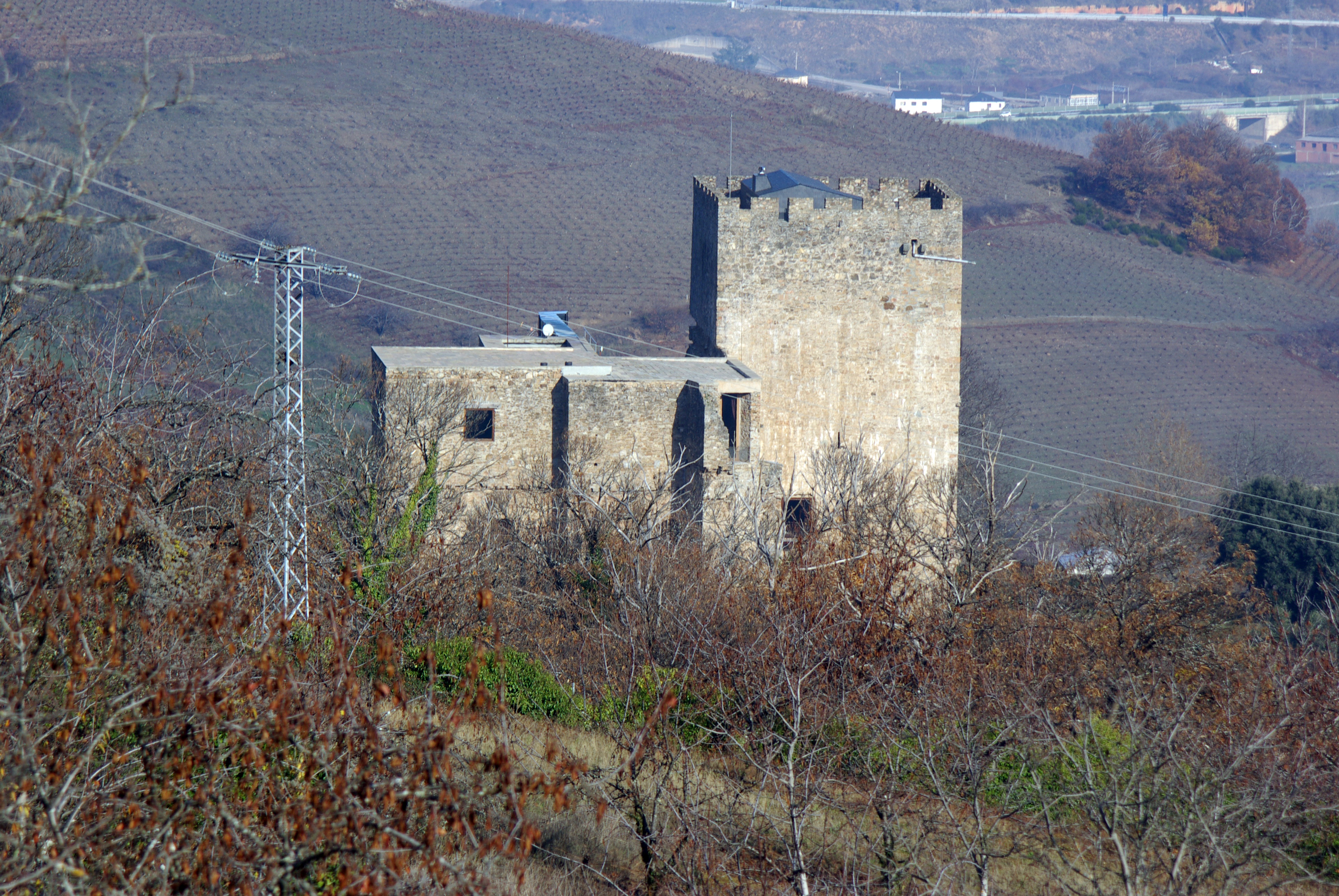
Burgruine
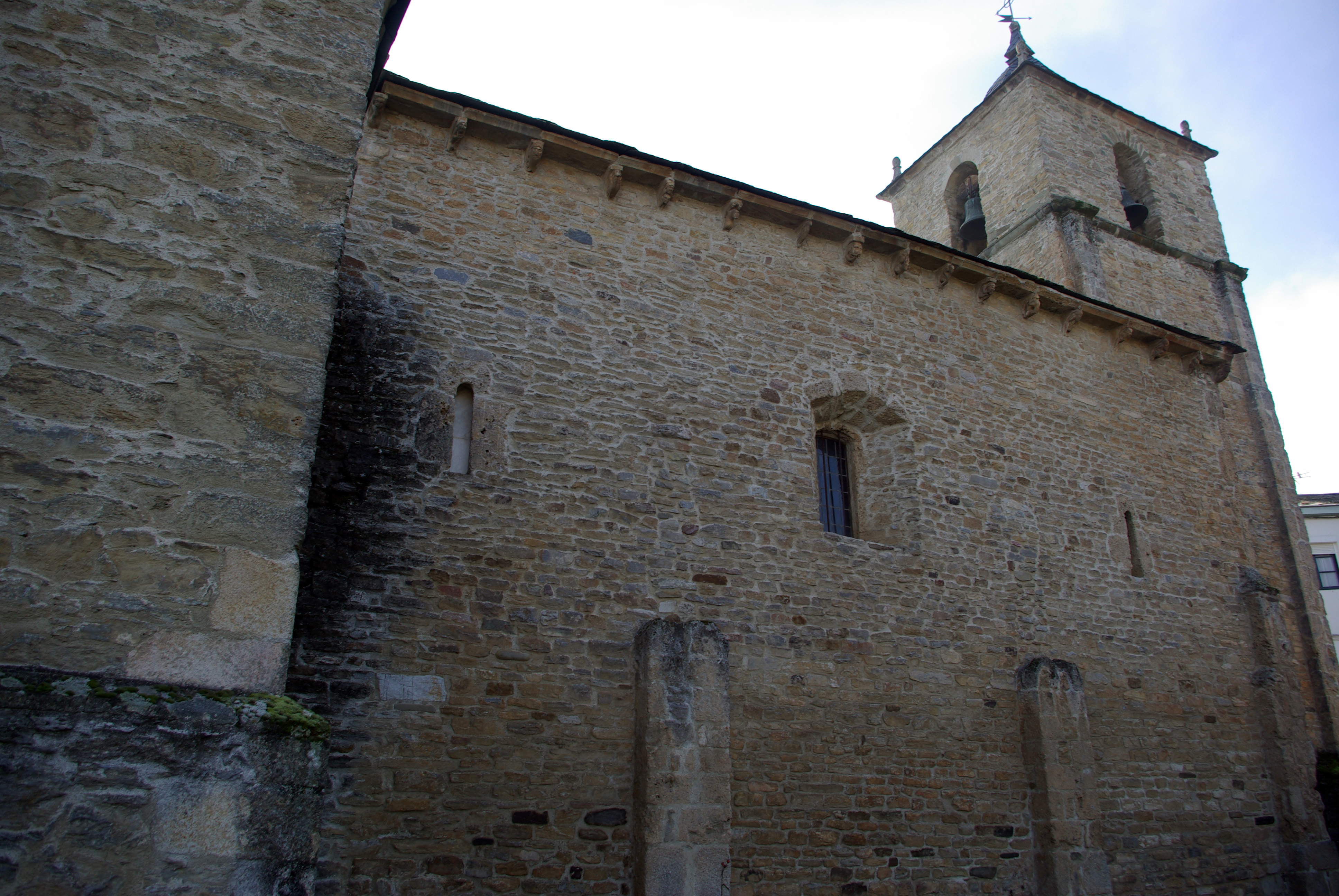
Stephanskirche
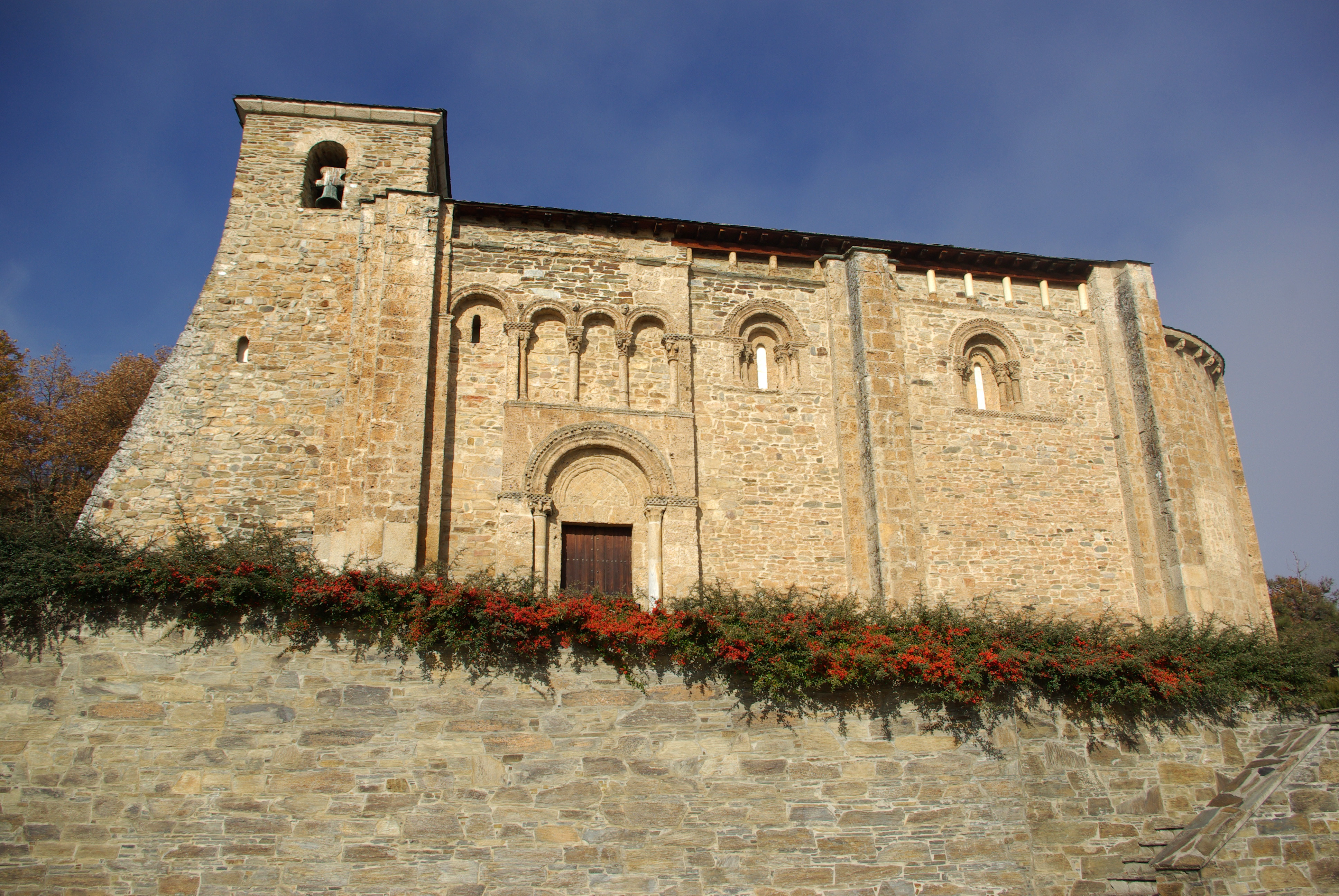
Michaeliskirche